# ISO 39001
La norma ISO 39001 "Road Traffic Safety Management Systems" descrive uno standard di gestione per la riduzione del rischio stradale di una qualsiasi organizzazione. Lo schema può essere utilizzato per la certificazione, per una autodichiarazione oppure semplicemente come linea guida per pianificare, implementare e migliorare un sistema di gestione dedicato alla sicurezza stradale. La norma ISO 39001, pubblicata nel 2012, si ispira esplicitamente al modello PDCA (Plan-Do-Check-Act), detto anche ciclo di Deming dal nome del suo ideatore William Edwards Deming.

## Certificazione
La norma ISO 39001 (tradotta anche in italiano) è certificabile, ovvero è possibile ottenere, da un organismo di certificazione accreditato che operi entro determinate regole, attestazioni di conformità ai requisiti in esso contenuti. Certificarsi secondo la norma ISO 39001 non è obbligatorio, ma è frutto della scelta volontaria dell'organizzazione (azienda o ente pubblico) che decide di mettere in opera un proprio sistema di gestione per la riduzione del rischio stradale. È importante notare come la certificazione ISO 39001 non attesti una particolare prestazione in termini di sicurezza stradale, ma piuttosto stia a dimostrare che l'organizzazione certificata ha un sistema di gestione adeguato a tenere sotto controllo gli impatti sul rischio stradale derivanti dalle proprie attività, e ne ricerchi sistematicamente il miglioramento. La ISO 39001 non è quindi una certificazione di prodotto.

## Requisiti di un sistema di gestione per la sicurezza stradale
Come per le altre norme ISO, anche per la norma ISO 39001 i requisiti previsti sono del tutto generali, applicabili a qualsiasi tipo di organizzazione e schematizzabili secondo il modello del miglioramento continuo definito dal ciclo di Deming Plan-Do-Check-Act, ovvero «Pianificare-Attuare-Verificare-Agire».
Sono poi peculiari della norma ISO 39001 i cosiddetti fattori di prestazione. 
I fattori di prestazione, suddivisi in "iniziali", "intermedi" e "finali", sono elementi cruciali nel processo di gestione delle prestazioni. I fattori iniziali corrispondono ai fattori di esposizione al rischio, come ad esempio il tempo trascorso su strada o le distanze percorse dai lavoratori. Essi richiedono un monitoraggio dettagliato per condurre analisi accurati delle prestazioni.
I fattori intermedi rappresentano le misure concrete che un datore di lavoro può attuare per mitigare il rischio stradale. Devono essere attentamente selezionati e misurati attraverso indicatori specifici, in quanto la loro efficacia varia a seconda del tipo di azienda e del livello di rischio per il lavoratore. Questi fattori coprono tre aree fondamentali di intervento: "persona", "veicolo" e "spostamento".
Infine, i fattori finali rappresentano i risultati delle prestazioni dell'azienda in termini di sicurezza stradale. Essi includono il numero di incidenti avvenuti durante un determinato periodo, ripartiti per tipo di mezzo, mansione lavorativa, esito, e altre variabili, tra cui vari indicatori "sentinella". Questi valori devono essere monitorati e analizzati periodicamente per determinare l'efficacia delle azioni attuate (ovvero i "fattori intermedi") in termini di risultati di sicurezza stradale.

## Integrazione con le altre norme sui sistemi di gestione
La ISO 39001 ha una struttura analoga alle norme sui sistemi di gestione più diffusi (ISO 9001, ISO 14001, ISO 45001). Tutte queste norme, in ottica di integrazione, ovvero di fusione reciproca, sono costruite in modo tale da poter implementare più sistemi di gestione in modo congiunto nella stessa organizzazione. In coda ad ogni norma, infatti, sono presenti sempre le tabelle di corrispondenza riferite alle norme al momento in essere.